# Coiffeur pour dames (film, 1952)
Pour les articles homonymes, voir Coiffeur pour dames (homonymie).
Pour plus de détails, voir Fiche technique et Distribution.
Coiffeur pour dames est un film français réalisé par Jean Boyer en 1952.

## Synopsis
Un tondeur de moutons ambitieux, devenu coiffeur, rêve de devenir coiffeur pour dames à Paris. Arrivé dans la capitale, grâce à son talent et à son entregent auprès de la gent féminine, le succès lui sourit rapidement. Mais la gloire finit par lui tourner la tête. Il se rendra compte, finalement, que cette vie agitée, autant professionnellement que sentimentalement, n'est pas pour lui.

## Fiche technique
- Réalisation : Jean Boyer, assisté de Jean Bastia, Robert Guez
- Scénario : d'après la pièce de Paul Armont et Marcel Gerbidon, créée le 8 décembre 1927 au Théâtre de Paris
- Adaptation : Jean Boyer, Serge Veber
- Dialogues : Serge Veber
- Décors : Robert Giordani, assisté de Jean Mandaroux, d'Oviedo
- Costumes : Rosine Delamare
- Photographie : Charles Suin
- Opérateur : Marcel Franchi, assisté de J. Castanier et J. Chotel
- Montage : Fanchette Mazin, assistée de A. Lalande
- Musique : Paul Misraki
- Décor du salon de coiffure installé avec la collaboration de la société Perma
- Son : William-Robert Sivel, assisté de R. Zann, A. Van der Meeren
- Script-girl : Cécilia Malbois
- Régisseur : H. Guillot, M. Moret
- Accessoiristes : Charpeau, Laguille
- Société de production : Hoche Production, Cocinor
- Chef de production : Ray Ventura
- Directeur de production : Jean Darvey
- Secrétaire de production : S. Chotel
- Ensemblier : L. Seuret
- Maquillage : L. Gallet, Karabanoff
- Coiffeur : S. Stern
- Photographe de plateau : Robert Joffre
- Affichiste : Clément Hurel
- Société de distribution : Cocinor
- Format : Noir et blanc - 1,37:1 - 35 mm - Son mono
- Tournage du 11 février au (?) 1952, dans les studios "Franstudio" de Saint-Maurice
- Tirage : Laboratoire G.T.C de Saint-Maurice - système sonore Western Electric
- Enregistrement sonore : Société Artec
- Durée : 94 minutes
- Genre : Comédie
- Date de sortie : 
  - France - 09 mai 1952
- Visa d'exploitation : 12.416
- Affiche : Fernand François (France)

## Distribution
- Fernandel : Marius, dit Mario, coiffeur pour dames
- Georges Lannes : M. Brochant
- Blanchette Brunoy : Aline, la femme de Marius
- Manuel Gary : Gaëtan, l'autre coiffeur
- Renée Devillers : Mme Geneviève Brochant
- Arlette Poirier : Edmonde Darfeuil, la femme entretenue
- José Noguero : M. Gonzalès Cordeba y Navarro y Vavor, diplomate
- Georges Chamarat : le médecin
- Jane Sourza : Mme Gilibert
- Françoise Soulié : Denise Brochant, la fille des Brochant, fiancée de Mario
- Jacques Eyser : M. Vatrin
- Germaine Kerjean : Mme Vatrin
- Charles Bouillaud : le détective
- Julien Maffre : le fermier
- Odette Roger : la fermière (non créditée)
- Nicole Jonesco : Colette, la servante d'Edmonde
- Nadine Tallier : Mlle Mado
- Mireille Ponsard : Mlle Mireille, la dame au chien
- Yana Gani : l'impératrice
- Micheline Gary : une invitée
- Nicole Regnault : une cliente à Saint-Germain-des-Prés
- Hélène Tossy : la boulangère
- Géo Forster : un invité
- Marcel Méral
- Claudette Donald
- Nicole Lemaire

## Autour du film
- La pièce de théâtre de Paul Armont et Marcel Gerbidon avait déjà été portée à  l’écran en 1932 par René Guissart.

- Il s'agit de l'un des rares films des années 1950 à évoquer – brièvement – l'homosexualité féminine : lorsque Blanchette Brunoy se renseigne sur les habitants de l'immeuble, la concierge lui dit qu'il y a aussi « deux dames », d'un ton qui suppose qu'elles forment un couple.